# Fàbrica Fagus
La Fàbrica Fagus (en alemany: Fagus Fabrik o Fagus Werk), una fàbrica de formes a Alfeld a Alemanya, és un exemple important d'arquitectura moderna primerenca en clau de racionalisme. Encarregada pel propietari Carl Benscheidt que volia una estructura radical que expressés la ruptura amb el passat de la companyia, la fàbrica va ser dissenyada per Walter Gropius i Adolf Meyer. Es va construir entre 1911 i 1913, amb afegits i interiors completats el 1925. El conjunt arquitectònic de la Fàbrica Fagus va ser declarada Patrimoni de la Humanitat per la UNESCO el 2011.